# 윌리암 아돌프 부그로
윌리암 아돌프 부그로(William-Adolphe Bouguereau, 프랑스어: [buɡ(ə)ʁo], 1825년 11월 30일 ~ 1905년 8월 19일)는 프랑스의 아카데미 회화를 대표하는 화가이자 전통주의자다. 그는 신화적인 주제를 사용한 현실적인 그림을 바탕으로, 여성 신체에 중점을 둔 고전주의를 현대적으로 해석했다. 그는 살면서 프랑스와 미국에서 상당한 인기를 얻었고, 많은 표창을 받았으며 작품에는 최고의 가격이 매겨졌다. 당시 세대의 전형적인 살롱 화가로서, 그는 인상파 전위 예술가에게 비판을 들었다. 20세기 초반에 부그로의 그림은 대중의 기호 변화로 인기가 식었다. 1980년대에 인물화에 대한 관심이 부활하면서 그의 그림도 재평가가 이루어졌다. 부그로는 알려지지 않은 822점의 그림을 완성했으나, 소재는 불분명하다.